# Янги-Юрт
Янги-Юрт (баш. Яңы Йорт) — хутор в Ишимбайском районе Башкортостана, входит в состав Янурусовского сельсовета.

## История
Название происходит от яңы ‘новый’ и термина йорт ‘дом’ 
Возник после переписи 1920 г.

## Население
| 2002 | 2009 | 2010 |
| ---- | ---- | ---- |
| 59   | ↗65  | ↘55  |

Национальный состав
Согласно переписи 2002 года, преобладающая национальность — башкиры (71 %)

## Географическое положение
Расположено у реки Зиган.
Расстояние до:
- районного центра (Ишимбай): 49 км,
- центра сельсовета (Янурусово): 6 км,
- ближайшей ж/д станции (Стерлитамак): 45 км.